# ポリヨウ化物
ポリヨウ化物 (polyiodides) は、ヨウ素原子のみから構成されたポリハロゲン化物の一グループ。最も単純で一般的なものは三ヨウ化物イオン (I−
3) だが、さらに大きなものも知られる。

## 合成
構造を安定化する大きな対イオンの存在下で、I−やI−
3を含む溶液に化学量論量のI2を加えることで合成できる。例えばKI3·H2Oは、ヨウ化カリウムの飽和水溶液に化学量論量のI2を加えて冷却することで結晶化する。

## 構造
]

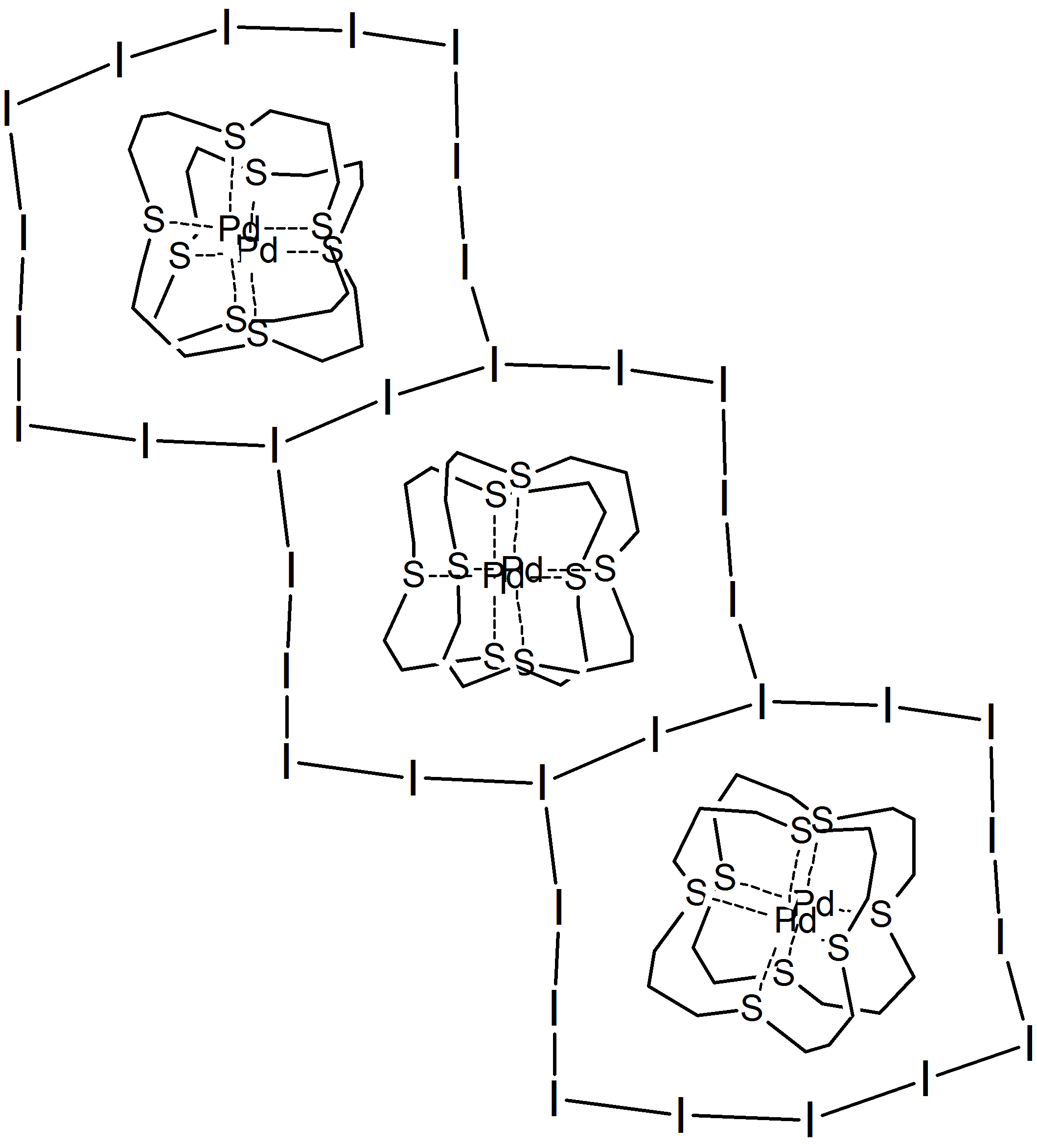
ヨウ素14員環が連なった構造を持つ[([16]aneS_{4})PdIPd([16]aneS_{4})][I_{11}

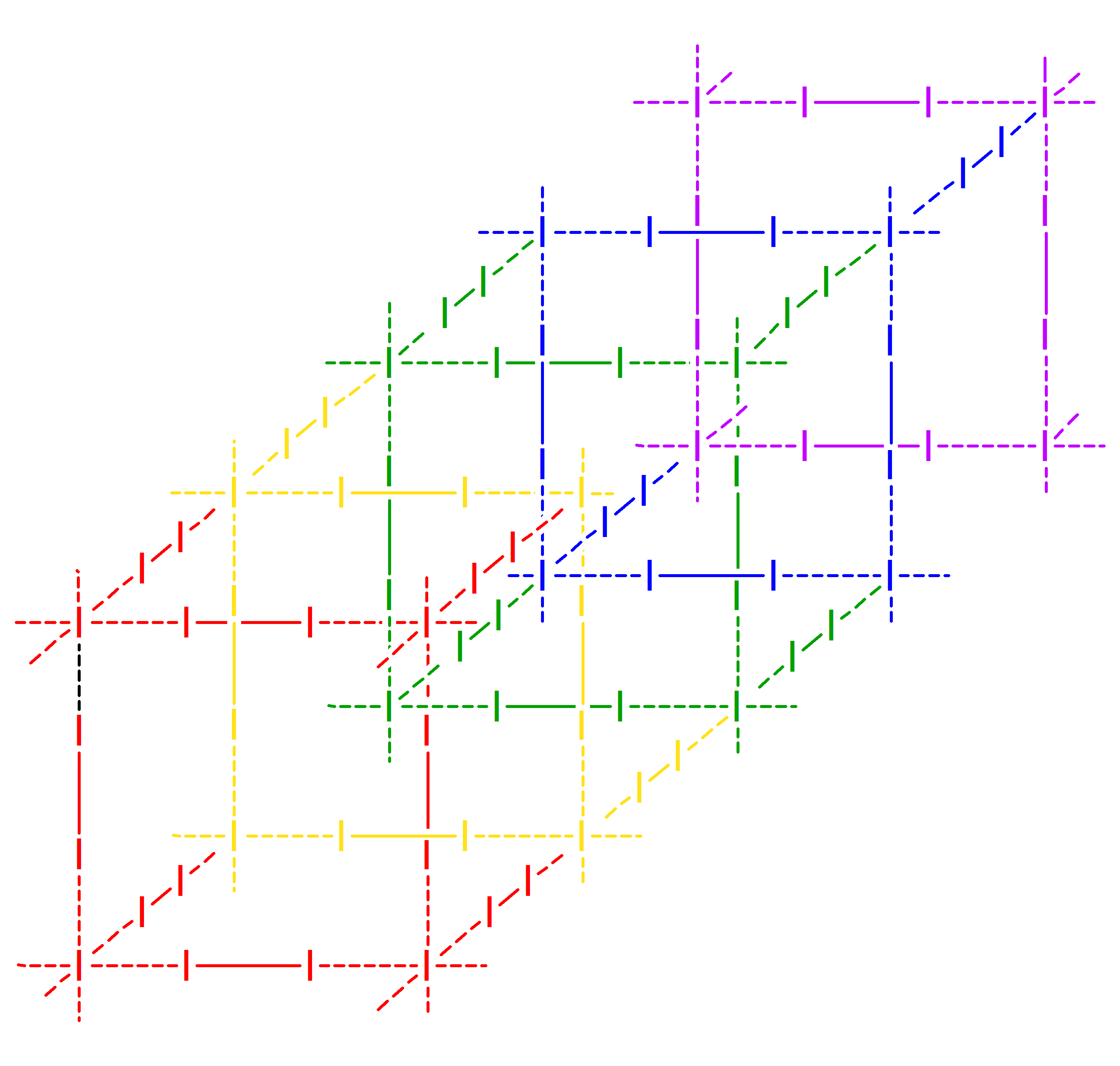
[Cp*_{2}Fe]_{4}[I_{26}]に見られる、ヨウ化物イオンの単純立方格子がI_{2}分子で架橋された構造。

ポリヨウ化物はI−、I2、I−
3ユニットが結合したものと見なすことができ、非常に複雑で多様な構造を取ることが特徴である。イオンの起源にもよるが、孤立したポリヨウ化物は通常直線形分子構造を取る。これらのイオンが相互作用することでさらに複雑な2次元または3次元の網状、鎖状、籠状構造が形成され、その形状は対カチオンにかなり大きく影響を受ける。以下の表は対カチオンごとのポリヨウ化物の構造の特徴である。

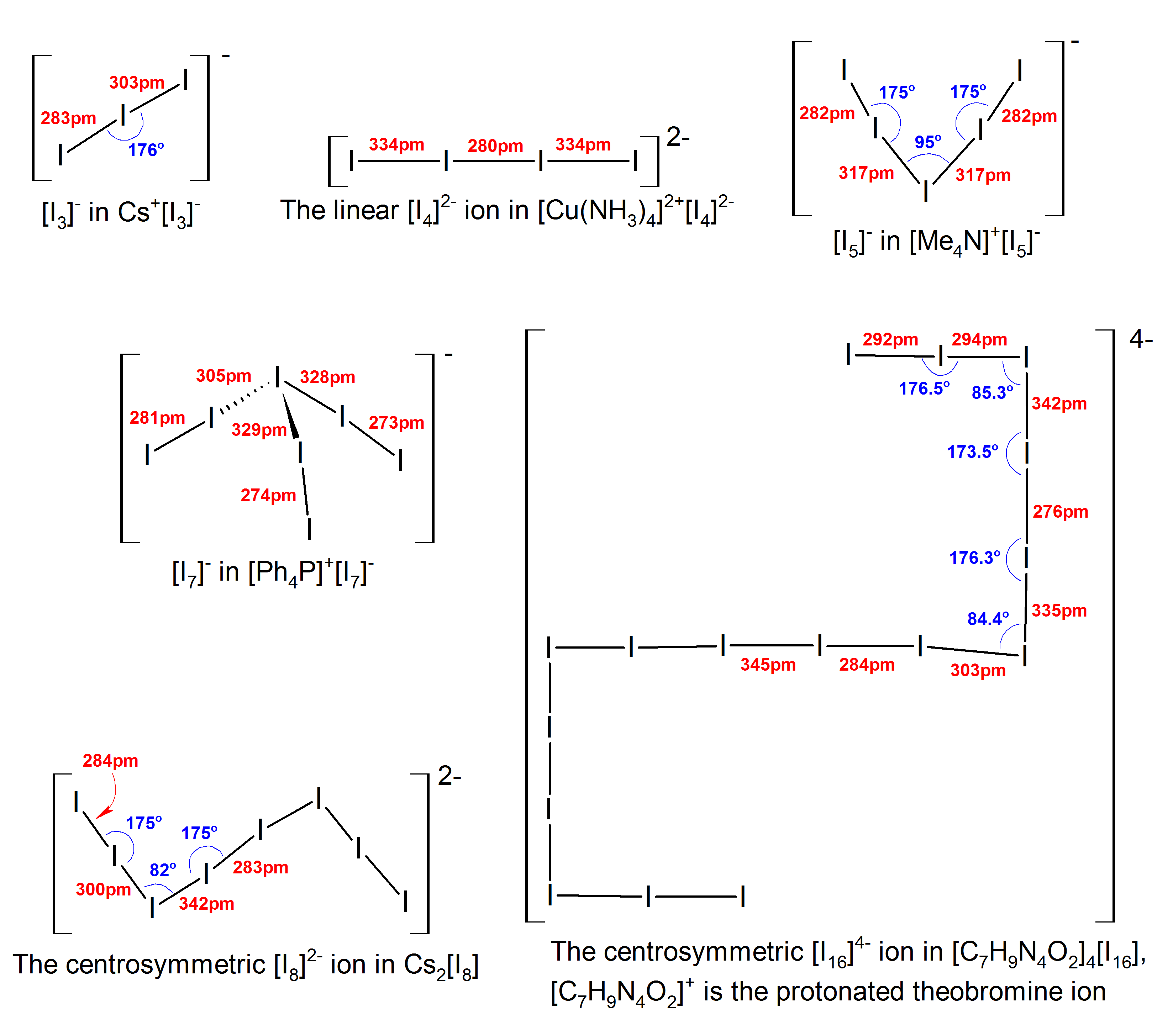
ポリヨウ化物の構造の例

| アニオン | 対カチオン                          | 構造 |
| -------- | ----------------------------------- | --- |
| [I3]−    | Cs+                                 | 直線形 |
| [I4]2−   | [Cu(NH3)4]2+                        | 左右対称な直線形 |
| [I5]−    | [EtMe3N]+                           | V字型（層状構造を形成）                                                                                             |
| [I5]−    | [EtMePh2N]+                         | V字型（[I5]−イオン単独）                                                                                            |
| [I6]2−   | [NH3(CH2)8NH3]2+                    | ほぼ直線形 |
| [I7]−    | [Ag([18]aneS6)]+                    | ヨウ化物イオンの単純菱面体晶をI2分子で架橋した網状構造                                                              |
| [I8]2−   | [Ni(phen)3]2+                       | [I− 3·I2·I− 8]または[I− 3·I− 5]と表現できる通常のアニオン形状                                                       |
| [I9]−    | [Me2iPrPhN]+                        | 14員環が2分子のI2で架橋され10員環を形成                                                                             |
| [I9]−    | [Me4N]+                             | I− 3とI2ユニットからなるねじれたh字型構造                                                                           |
| [I10]2−  | [Cd(12-crown-4)2]2+; Theophyllinium | I22分子で架橋された2つのI− 3ユニットからなるねじれた環状構造                                                        |
| [I11]3−  | [([16]aneS4)PdIPd([16]aneS4)]3+     | 錯体を取り巻く14員環 (9.66 × 12.64 Å) が連なり2次元のシート状構造を形成                                             |
| [I12]2−  | [Ag2([15]aneS5)2]2+                 | Ag–I結合と弱いI···S相互作用に支えられた3次元の螺旋状構造                                                            |
| [I12]2−  | [Cu(Dafone)3]2+                     | 平面形 |
| [I13]3−  | [Me2Ph2N]+                          | I−とI2からなるジグザグの鎖                                                                                          |
| [I14]4−  | 4,4′-bipyridinium                   | ダブルフック型の構造 (I− 3·I2·I−·I2·I−·I2·I− 3)                                                                     |
| [I16]2−  | [Me2Ph2N]+                          | 中心対称な[I− 7·I2·I− 7]構造                                                                                        |
| [I16]2−  | [iPrMe2PhN]+                        | I2分子で接続された14員環が、さらに10・14員環からなる層と接続した構造                                                |
| [I22]4−  | [MePh3P]+                           | 2つのL字型[I5]−ユニットをI2分子で繋ぎ、さらにその両端に[I5]−ユニットを追加した構造                                  |
| [I26]3−  | [Me3S]+                             | I2分子を挟んだ[I5]−、[I7]−イオンから構成                                                                            |
| [I26]4−  | Cp*2Fe+                             | I−イオンでできた単純立方格子の全ての辺をI2分子で架橋し、そこから1⁄12のI2分子を規則的に除去した網状構造              |
| [I29]3−  | Cp2Fe+                              | [{(I− 5)1⁄2·I2}·{(I2− 12)1⁄2·I2}·I2]の籠状構造が連なって3次元の網状となり、その空洞に[Cp2Fe]+イオンが入り込んだ構造 |
| [I∞]δ−   | Pyrroloperylene+•                   | 無限に連なったポリヨウ化物単独重合体                                                                                |